# Planula

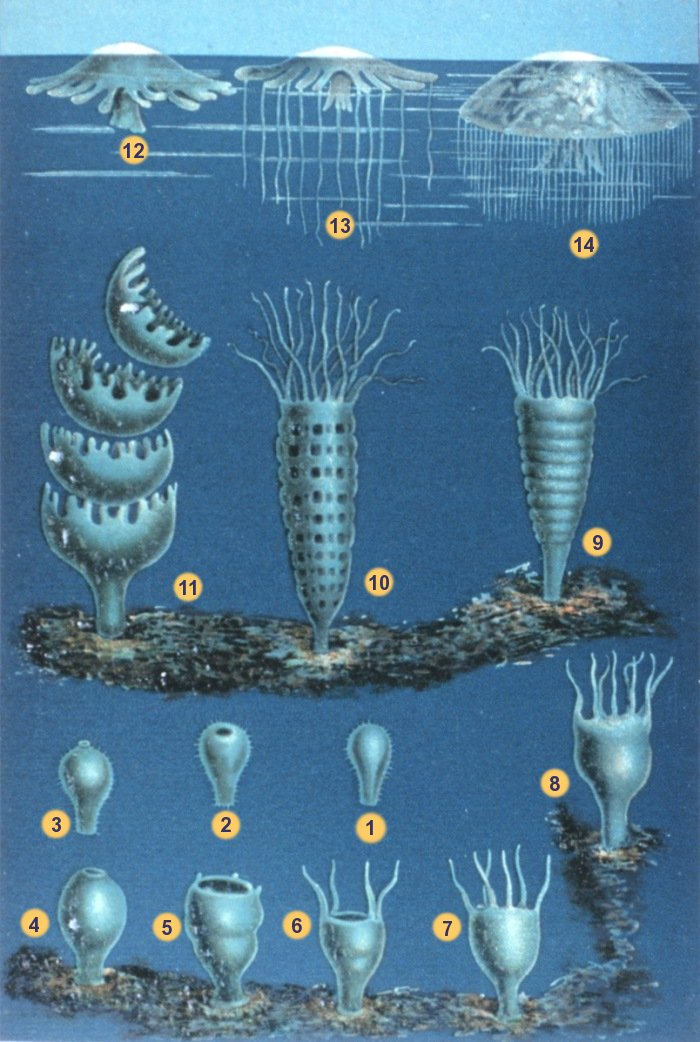
Ciclo vitale negli scifozoi: 1-8 planula e sua metamorfosi fino allo stadio di scifostoma (stadio polipoide); 9-10 Strobilazione; 11 liberazione delle efire; 12-14 trasformazione dell'efira in medusa adulta

La planula è la larva degli organismi che fanno parte del phylum degli cnidari o celenterati. 
Questa nasce dalla fecondazione sessuata di un ovulo nel caso degli scifozoi e di alcuni idrozoi; dopo poche ore, l'uovo si trasforma in blastula, la quale, dopo vari giorni, diventa una planula capace di piccoli movimenti in acqua. Nasce direttamente da un polipo nel caso degli antozoi. 
Le planule sono cigliate, bilatere ed appiattite. Dipendendo dalla specie, la planula si metamorfizza direttamente in una forma ridotta di un esemplare adulto, un'efira, oppure nuota fino a che raggiunge un substrato al quale fissarsi. Una volta fissate al substrato, le larve assumono forma polipoide, che poi si trasforma ulteriormente con la tipica forma ad ombrello, prendendo negli Scyphozoa il nome di scifostoma e, infine, mutando ulteriormente in efire, giovani meduse.

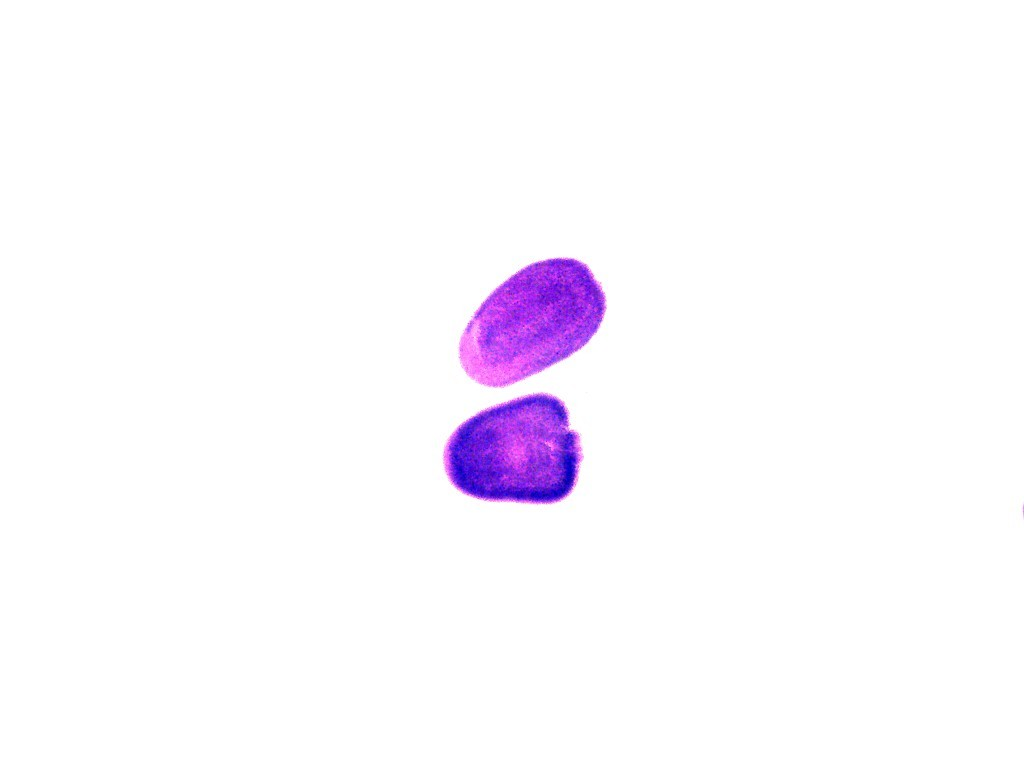
Planule di Aurelia aurita